# Oconomowoc, Wisconsin
Oconomowoc là một thành phố thuộc quận Waukesha, tiểu bang Wisconsin, Hoa Kỳ. Năm 2000, dân số của thành phố này là 12382 người.